# Marta Lozano Molano
Marta Lozano Molano (Cáceres, 1985) es una compositora española de música social.

## Biografía
Nació en Cáceres en 1985 y comenzó sus estudios musicales a los 9 años, en la especialidad de piano en el Conservatorio Hermanos Berzosa de Cáceres.
En 2010 finalizó sus estudios superiores de composición en el Centro Superior de Música del País Vasco Musikene con Gabriel Erkoreka, Stefano Scarani  y Christophe Havel. Entre 2010 y 2012 vivió en Londres para continuar con sus estudios de master en composición en la Guildhall School of Music and Drama con Paul Newland.

### Trayectoria profesional
Durante años ha compaginado su labor como compositora de música social, con estudios de doctorado en Arte Sonoro, y con la de intérprete vocal, habiendo formado parte de agrupaciones como London Symphony Chorus, Red and Green Choir, Coro de la Orquesta de Extremadura, Coro de la Universidad de Extremadura, etc. Compartiendo escenario con agrupaciones como London Symphony Orchestra, Berliner Philharmoniker, BBC Symphony Orchestra, Royal Philharmonic Orchestra, Orquesta Sinfónica de RTVE  (ORTVE), realizando conciertos en España, Reino Unido, EE. UU., Francia, Alemania, Italia. También ha dirigido agrupaciones vocales como Red and Green Choir y Wazo Singers. Su música ha sido interpretada tanto en España como en Reino Unido, Italia, Alemania, Suiza, Austria, Argentina, Uruguay y EE. UU..
Es presidenta de la cooperativa de iniciativa social sin ánimo de lucro ''Wazo Coop'', creada en 2015, con sede en Almendralejo, que trabaja por el desarrollo sostenible y el impacto positivo en el medio rural. También dirige Wazo Magazine, una revista digital colaborativa sobre industrias creativas y culturales y economía social y solidaria; y evalúa proyectos de cooperación cultural internacional de «Creative Europe» para la Agencia Ejecutiva de Educación, Audiovisuales y Cultura de Comisión Europea.
Sus composiciones musicales con valores que defienden causas solidarias, para intérpretes profesionales y para estudiantes, fomentan la educación en valores y promueven el desarrollo sostenible según los 17 Objetivos de Desarrollo Sostenible de la Agenda 2030 de Naciones Unidas.

#### Música Social, el libro
Música Social es el método de composición musical y piano que ha desarrollado para facilitar la educación en valores en jóvenes. Cuenta con 17 unidades didácticas, según los 17 Objetivos de Desarrollo Sostenible (ODS), que incluyen información y actividades de reflexión sobre los ODS, piezas para piano con compromiso social y actividades de composición musical que fomentan la transformación social. El libro, fabricado en papel ecológico, propone una herramienta educativa para que niñas, niños y jóvenes sean más responsables con las personas y el planeta, aprendan a liderar la transformación social de su entorno y cooperen para conseguir un futuro más justo. Está editado por la editorial social Wazo Books y el 100% de los fondos recaudados se destina al desarrollo de iniciativas sociales promovidas por Wazo Coop.

#### Modernatorio, canal de ayuda en Youtube
Modernatorio nació para dar respuesta a las personas más jóvenes, que solicitaban un espacio flexible en Internet donde aprender a aplicar de una manera más creativa los conocimientos teóricos que adquirían en el conservatorio. En el canal se tratan temas como cómo componer una pieza sencilla para piano, tips para recordar ideas, libros para personas compositoras, series sobre personas músicas, cómo emplear las cadencias, cómo dar a conocer nuestra música, tips para mejorar la caligrafía musical, etc.

## Premios y reconocimientos
- 2011 Premio Guildhall School Trust Scholarship de Guildhall School of Music and Drama de Londres.
- 2013 Mención especial del Jurado, por Aita Gurea,[8] en el I Concurso de Composición de Música Sacra de Donostia Kultura y la Federación de Coros de Gipuzkoa.[9]
- Residencia Artística del Centro Cultural Sanchinarro, Contemp-coralia de la agrupación Amadeus.[2]

- 2013 Finalista Premio Composición Contemp-coralia de la agrupación Amadeus.[2]
- 2014 Premio Physics & Music de la Universidad de Física de Viena.[2]
- 2016 Premio Youth Mujer Almendralejo de Emprendimiento por CISE, Centro Internacional Santander Emprendimiento.

- 2016 Beca European Coworkings en Impact Hub Athens
- 2016 Premio Rompiendo barreras en favor de la igualdad en la cultural y las artes por Ayuntamiento de Cáceres.

- 2018 Finalista My Coop Story por Cooperatives Europe.

- 2018 Finalista Desafío Mujer Rural por Instituto Nacional de la Mujer y Escuela de Organización Industrial.[10]
- 2018 Premio Adalid de la Música por Vocal Centre.
- 2019 Beca Womenpreneurs4change por Escuela de Organización Industrial y Oulu University of Applied Sciences.
- 2019 Beca Social Solidarity Economy Academy por International Labour Organization.

- 2020 Elegida como una de las "100 Leading Women in Cooperatives" por la organización mundial en defensa de las mujeres en las cooperativas She-Coops en reconocimiento por su "contribución, liderazgo y significativo impacto positivo" en el movimiento cooperativo mundial.[11]
- 2021 Reconocida Heritage Ambassador por el proyecto europeo EUHeritage.
- 2021 Seleccionado el crowdfunding Música Social como buena práctica del proyecto europeo SELC - Social Entrepreneurship in local communities.
- 2021 Reconocida Top 100 Women in Social Enterprise por Euclid Network, la red europea de emprendimiento social y líderes de impacto positivo.[12]